# Gmina Wyszków
Die Gmina Wyszków ist eine Stadt-und-Land-Gemeinde im Powiat Wyszkowski der Woiwodschaft Masowien in Polen. Sitz des Powiat und der Gemeinde ist die gleichnamige Stadt mit etwa 27.000 Einwohnern.

## Geographie
Die Gemeinde liegt  am Bug, etwa 50 km nordöstlich von Warschau. Nachbargemeinden sind Brańszczyk, Jadów, Łochów, Rząśnik, Somianka und Zabrodzie.

## Geschichte
Die Landgemeinde wurde 1973 wieder gebildet. Stadt- und Landgemeinde wurden 1990/1991 zur Stadt-und-Land-Gemeinde zusammengelegt. Ihr Gebiet gehörte bis 1975 zur Woiwodschaft Warschau. Es kam dann bis 1998 zur Woiwodschaft Ostrołęka, der Powiat wurde in dieser Zeit aufgelöst. Zum 1. Januar 1999 kam die Gemeinde zur Woiwodschaft Masowien und wurde erhielt wieder den Sitz des Powiat Wyszkowski.
Der Powiat wurde 1956 aus dem Powiat Pułtuski ausgegliedert.

## Gliederung
Die Stadt-und-Land-Gemeinde (gmina miejsko-wiejska) Wyszków besteht aus der Stadt selbst und 27 Orten mit Schulzenamt (sołectwo):
Deskurów
Drogoszewo
Fidest
Gulczewo
Kamieńczyk
Kręgi Nowe
Leszczydół-Działki
Leszczydół-Nowiny
Leszczydół-Podwielątki
Leszczydół-Pustki
Leszczydół Stary
Lucynów
Lucynów Duży
Łosinno
Natalin
Olszanka
Puste Łąki
Rybienko Nowe
Rybienko Stare
Rybno
Sitno
Skuszew
Ślubów
Świniotop
Tulewo
Tulewo Górne
Tumanek
Weitere Orte der Gemeinde sind Błonie, Brzeźniaki, Giziewiczka, Kokoszczyzna, Kółko, Loretto und Rozalin.